# Солнечная Долина (винодельческое предприятие)
Солнечная Долина — винодельческое предприятие в Крыму (село Солнечная Долина, Судак), выпускающее десертные, крепкие и сухие вина. Предприятие культивирует более 40 автохтонных сортов винограда на своих землях.

## История

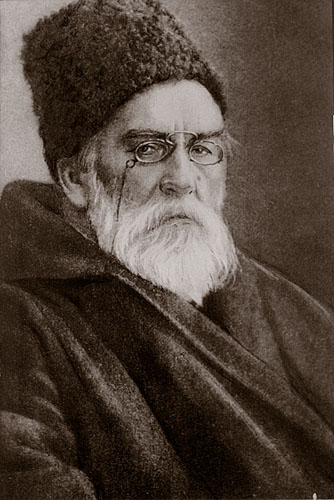
Князь Л. С. Голицын (1845-1915)

История предприятия началась в 1888 году с посадки князем Львом Голицыным в Токлукском (сейчас село Богатовка) имении князя Константина Горчакова «Архадерессе» (сейчас село Миндальное), (в переводе с тюркского – «спина оврагов» или «плоские горы») около 100 гектаров виноградников и постройки винодельни и винного подвала (подвал № 1, сейчас в нём хранится энотека предприятия). В итоге, к 1895 году, было сооружено 4 подвала, действующих до сих пор. 
После революции на базе имения был создан совхоз «Архадерессе», который в 1956 году вошёл в совхоз «Солнечная Долина» объединения «Массандра». В 1974 году совхоз «Солнечная Долина» объединился с заводом шампанских вин "Новый Свет в совхоз-завод «Новый Свет», в 1981 году был выделен совхоз-завод «Солнечная Долина», на 2016 год самостоятельное предприятие. В настоящее время акционерное общество «Солнечная Долина» — винодельческое предприятие с собственными виноградниками и двумя современными заводами по переработке винограда и выдержке вина.

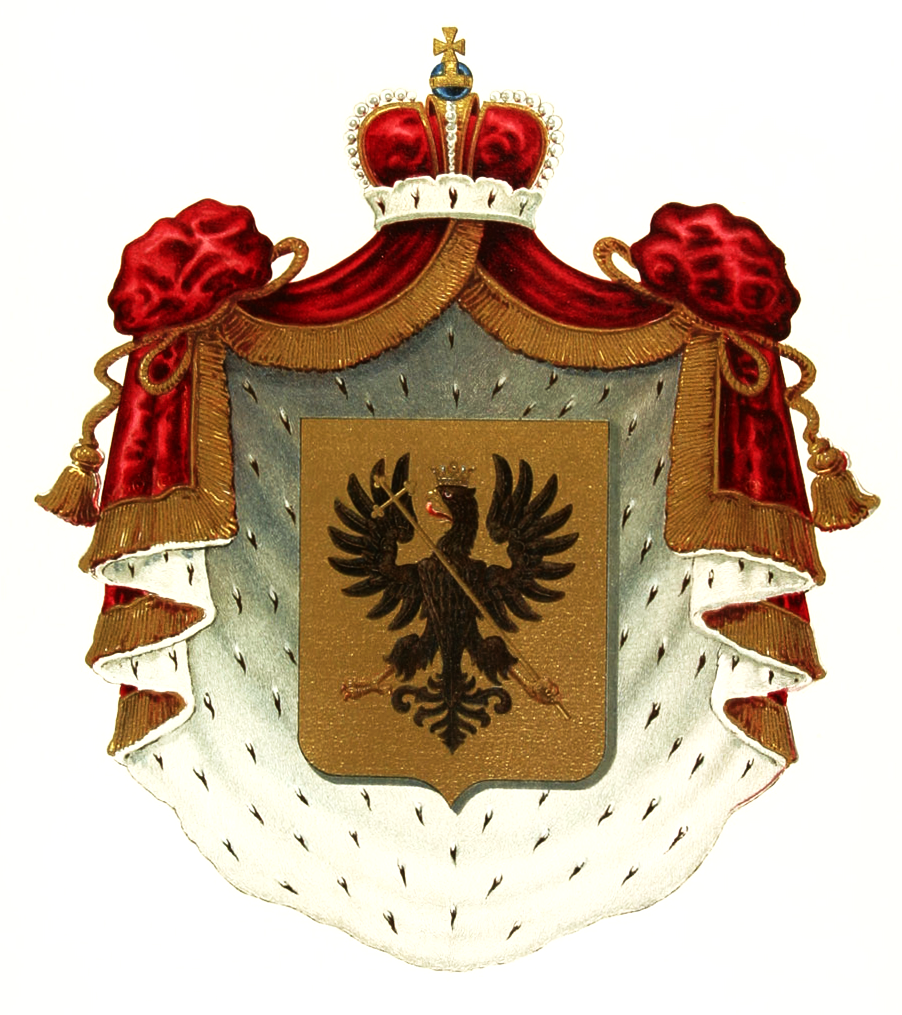
Герб Горчаковых

## Вино
При князе Льве Голицыне в «Архадерессе» выпускались вина с гербом рода Горчакова: «Мускат Люнель № 24», «Мускат розовый № 27», не имеющие наград, но обозначенные фамильным (родовым) гербом князя и словами: «Крым, имение «Архадерессе» светлейшего князя К.А. Горчакова». Два вина из десертных – «Мускат № II» и «Портвейн белый (номер утерян)» – были награждены четырьмя золотыми и двумя серебряными медалями в 1893-1904 гг. в Одессе, Киеве, Париже, Лондоне, Льеже и Афинах, а также двумя медалями «Гран-при» в Афинах (1903) и Лондоне (1904). Отмечены теми же дипломами и Почётным Дипломом на выставке в Гааге (1903) четыре марки столового вина – «Семильон № 6», «Семильон № 7», «Рислинг № 9» и «Красное столовое № 14».
Сухие вина белые: 
•	Кокур Солнечной Долины
•	Совиньон Солнечной Долины
•	Шардоне Солнечной Долины

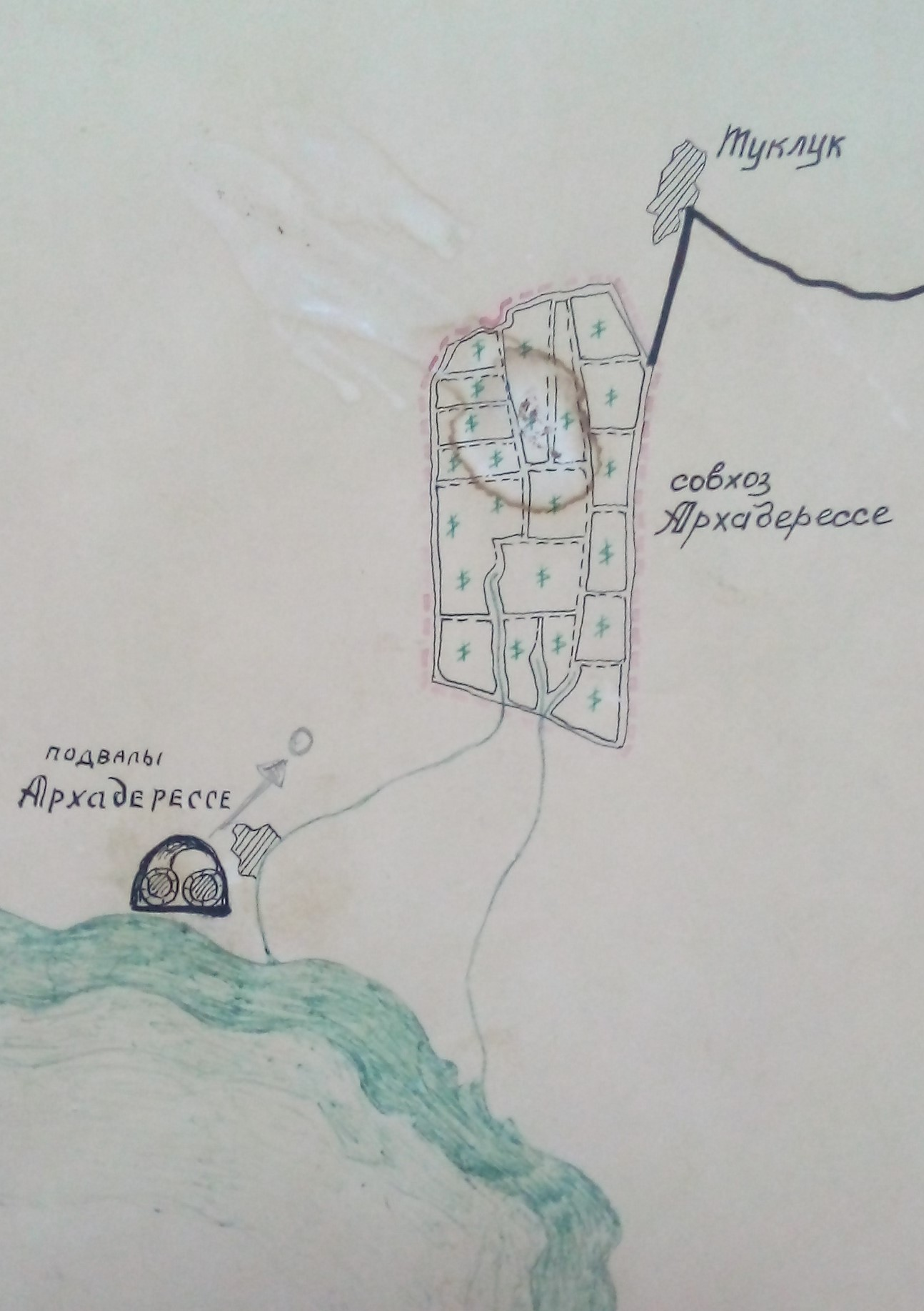
Угодья совхоза Архадерессе. Из коллекции исторического музея ГБУК РК "Музей-заповедник "Судакская крепость"

•	Меганом (купаж сортов: Алиготе, Гарс Левелю, Фурминт, Кокур, Ркацители)
•	Солдайя (Сорта винограда:
Сары Пандас, Кок Пандас, Солнечнодолинский, Капсельский белый, Солдайя, Кокур белый. Возраст лоз 30-35 лет)
Красные сухие вина: 
•	Меганом (купаж сортов: Кефесия, Бастардо Магарачский)
•	Пти Вердо (купаж сортов: Пти Вердо, Кефесия)
•	Каберне Солнечной Долины
Полусладкие вина: Солнечная долина
•	белое – Ркацители, Шардоне, Алиготе, Совиньон, Солнечнодолинский
•	розовое – смесь белых и красных сортов винограда Ркацители, Шардоне, Алиготе, Совиньон, Бастардо Магарачский, Каберне-Совиньон, Одесский чёрный, Мерло.

•	красное – Бастардо Магарачский, Каберне-Совиньон и Одесский чёрный, Мерло)
Крепленые вина белые: 

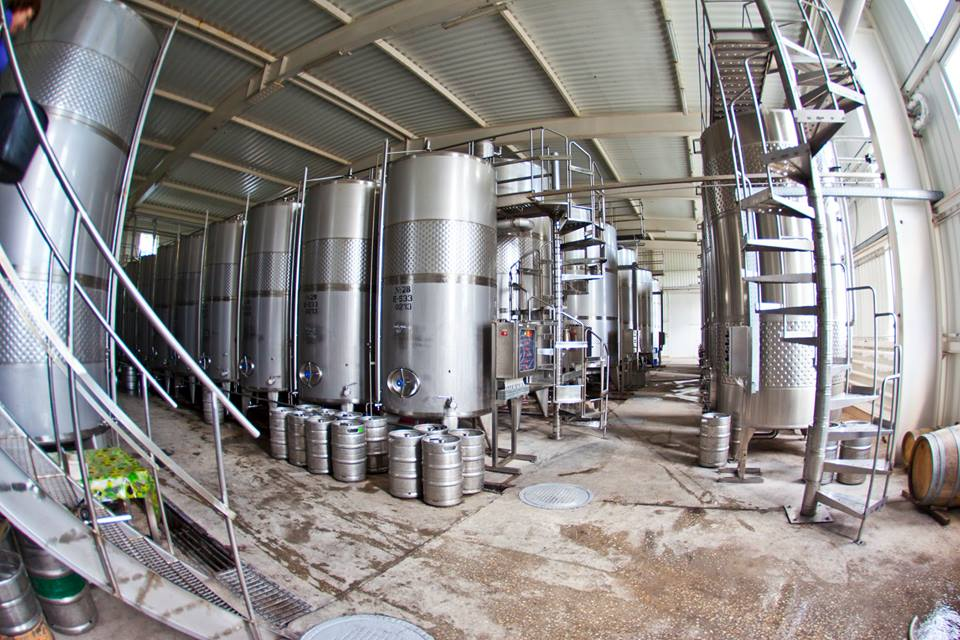
Завод виноматериалов предприятия "Солнечная долина", село Прибрежное

•	Мадера Солнечной Долины (купаж сортов: Шабаш, Ркацители, Кокур белый и смеси других белых сортов)
• Порто Солнечной Долины (вино ординарное из винограда сортов: Кокур, Ркацители, Алиготе, смесь технических белых сортов)
•	Портвейн Крымский Солнечной Долины (вино выдержанное не менее 3 лет из винограда сортов: Кокур белый, Ркацители, смесь аборигенных и европейских сортов)
•	Золотая Фортуна «Архадерессе» (купаж сортов: Кокур белый и Ркацители, составляющие основу напитка, в купаже дополнены смесью автохтонов – Сары Пандас, Кок Пандас, Солдайя, Солнечнодолинского и Капсельского Белого)
Крепленые вина красные: 
• Порто Солнечной Долины (вино ординарное из винограда сортов: Одесский чёрный, Мерло, Каберне-Совиньон, смесь технических красных сортов)
•	Приват (купаж сортов: Одесский чёрный, Бастардо Магарачский, смесь аборигенных сортов)

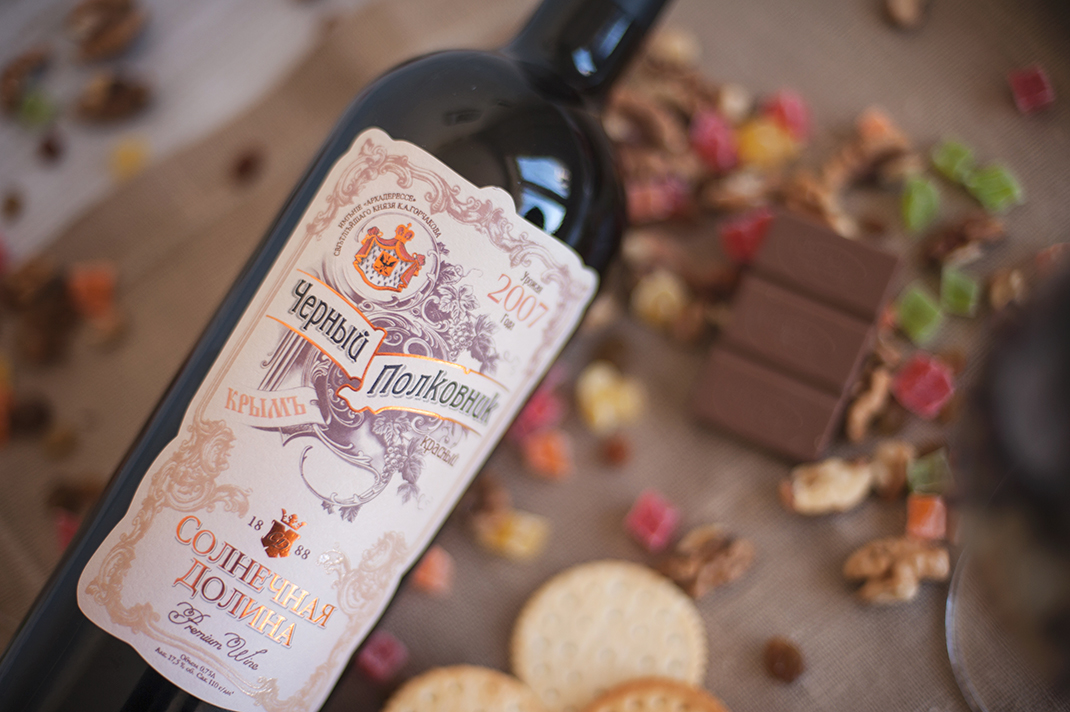
Крепкое красное вино "Черный полковник" производства предприятия "Солнечная долина"

•	Черный Полковник (купаж сортов: Джеват-Кара, Эким Кара, Кефесия, Бастардо Магарачский и Одесский чёрный)
Десертные вина белые: 
•	Солнечная Долина (купаж автохтонных сортов: Сары-Пандас, Кок-Пандас и Солнечнодолинского, Кокур, Мускат белый)
Десертные вина розовые:
•	Мускатное Фестивальное (купаж сортов муската: Янтарного, Гамбургского, Розового, Белого и Оттонель)
Десертные вина красные: 
•	Кагор Солнечной Долины (купаж сортов: Каберне Совиньон, Бастардо Магарачский и смеси других красных сортов)
•	Черный Доктор Солнечной Долины (купаж: Эким-Кара, Джеват-Кара и Кефесия).